# Slam dunk

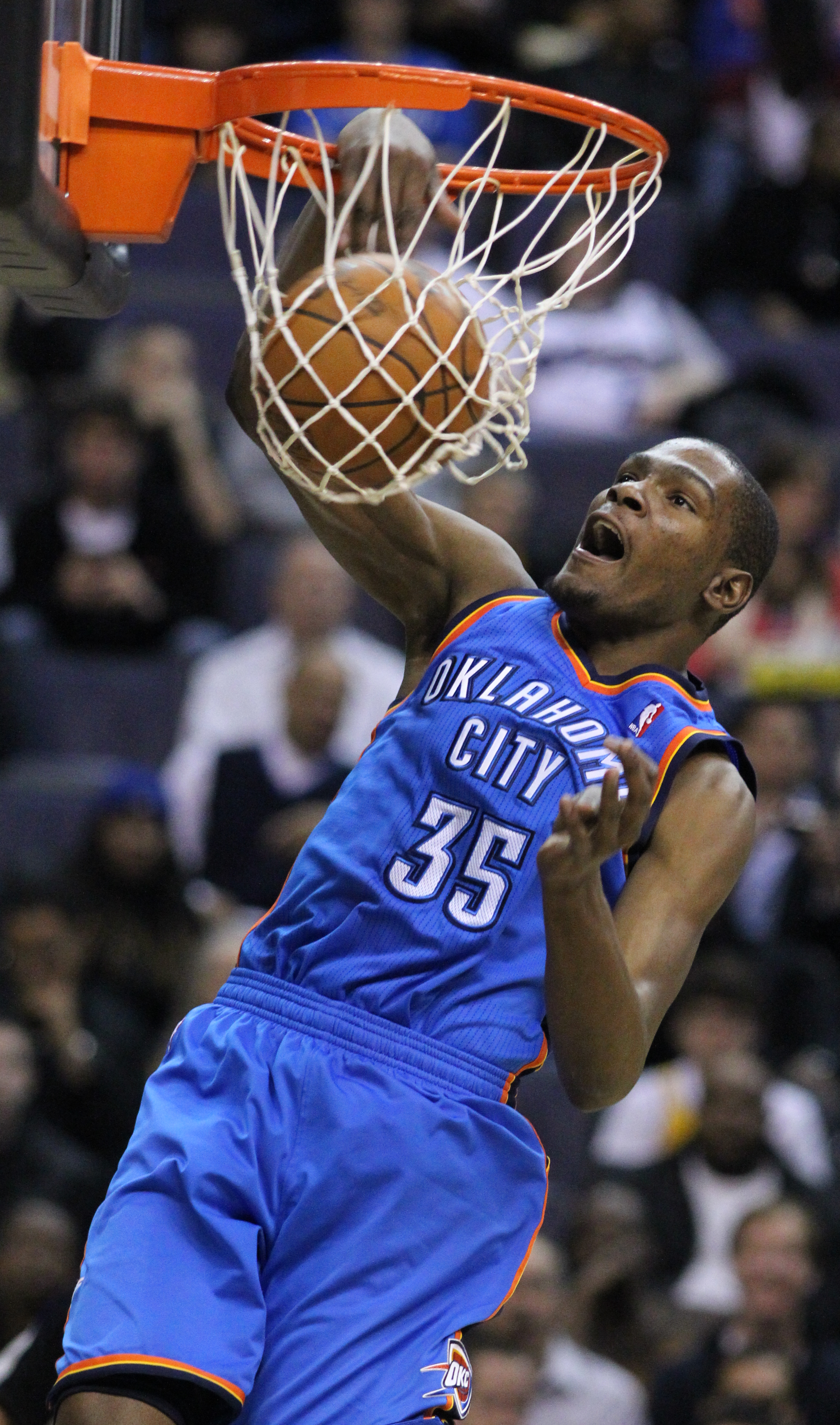
Kevin Durant realizando un mate a una mano.

Slam dunk (literalmente «clavada de golpe» en inglés, llamado mate o machaque en España, y hundida, donqueo, volcada, clavada o retacada (en México) en Hispanoamérica) es un término en inglés usado en baloncesto para describir una forma de lanzamiento, realizada cuando un jugador salta y mete el balón a través del aro con una o dos manos tocando el aro o colgándose, de arriba abajo y sin que la pelota esté suelta en el aire. Esta canasta vale dos puntos, como todo lanzamiento desde dentro de 6'75 y en juego. Es una acción difícil de realizar, porque hace falta que el jugador tenga la suficiente altura (o potencia de salto y coordinación) para llegar al aro de forma adecuada y en situación de partido, no es fácil acercarse al aro a causa de los defensores. Un mate puede ser una manera de desmoralizar a los adversarios y, en particular, al que defiende al jugador que hace el mate. Es una acción espectacular para el espectador.

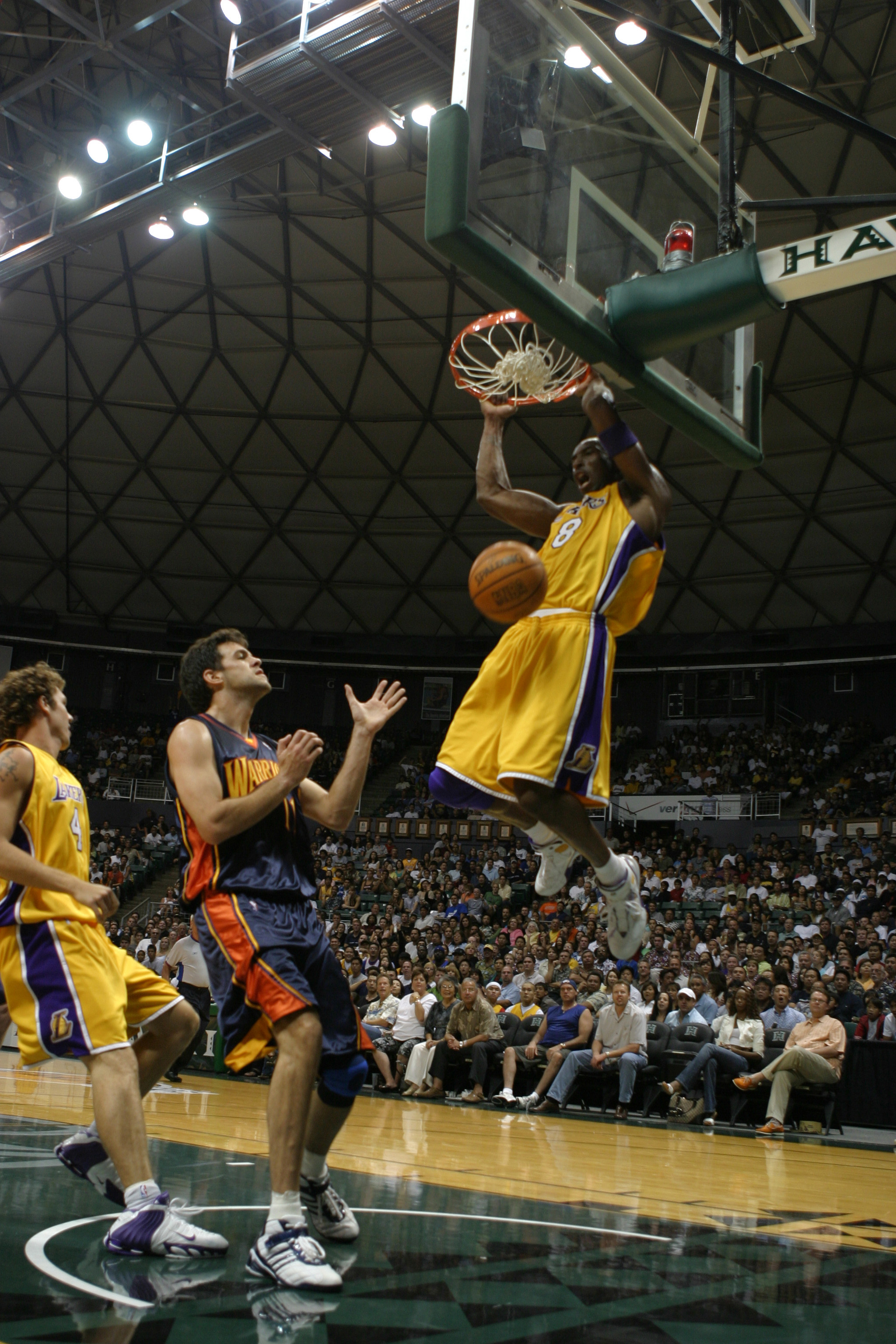
Kobe Bryant

Según Ramón Trecet, el alero franco-estadounidense Dominique Wilkins es el mejor matador de historia de la NBA, y en consecuencia, del baloncesto.
Hay muchas maneras de realizar un mate. Los jugadores están continuamente inventando nuevos mates o modificando los ya existentes. Un concurso de mates es un torneo en el cual los jugadores intentan mostrar sus diferentes maneras de ejecutar los mates, siendo puntuados por un jurado. Han llegado a ser muy populares a nivel de instituto, Universidad y a nivel profesional, llegando cada liga a tener su concurso propio, aunque el más popular y famoso sigue siendo el Concurso de mates de la NBA, que tiene lugar cada año durante el NBA All-Star Weekend. 

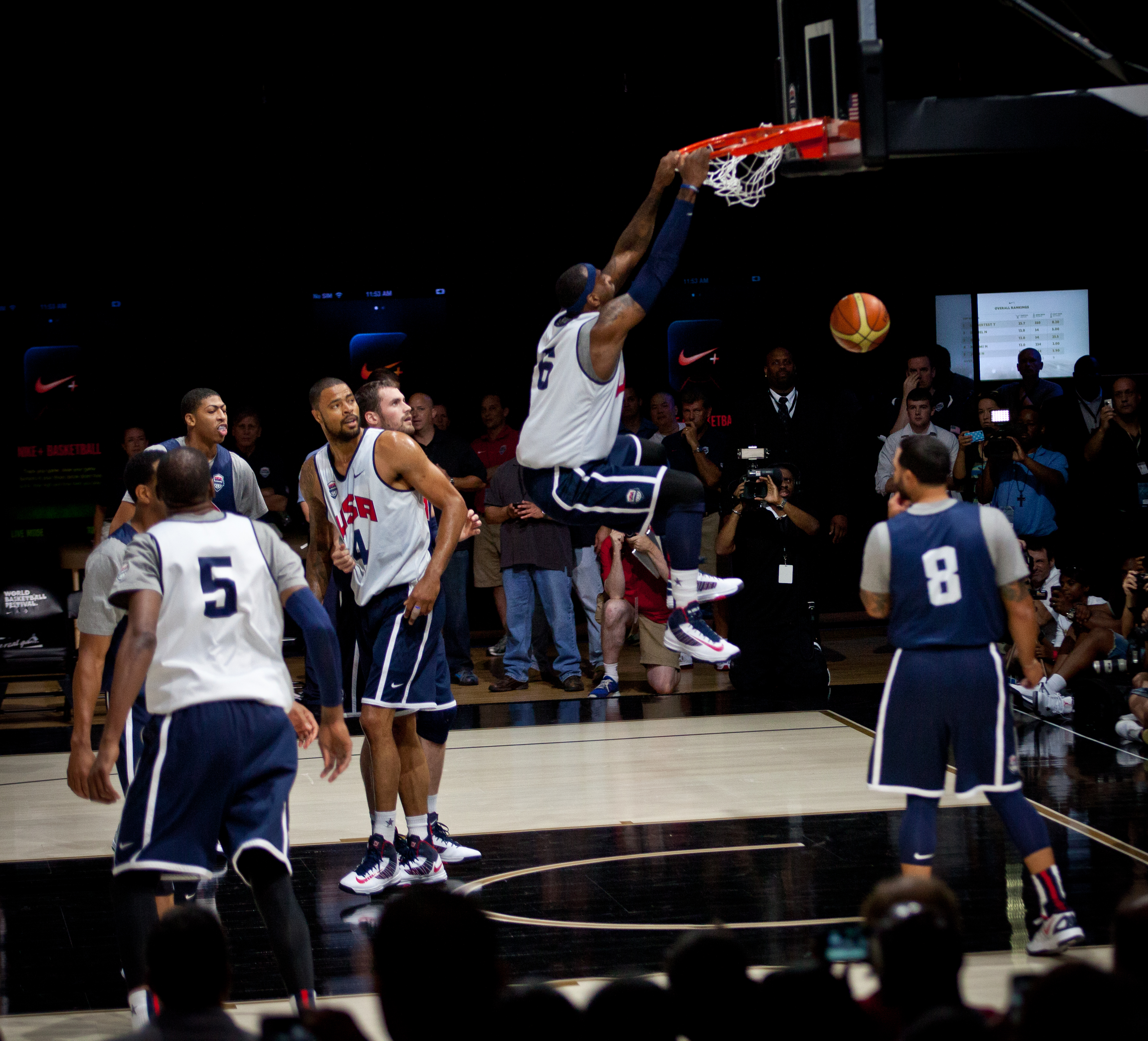
LeBron James 2012

El mate estuvo prohibido en la NCAA desde 1967 a 1978, debido quizá al dominio del entonces universitario Kareem Abdul Jabbar (por entonces llamado Lew Alcindor), así que esta regla se llamó "La Regla de Lew Alcindor". Para realizar un mate es preciso que el aro esté preparado para soportar el impacto. Los aros en las competiciones NBA y FIBA hoy día están preparados para soportar el impacto, y también que el jugador que realice el mate se pueda quedar colgado del aro después de realizar el mate, generalmente para evitar desequilibrarse en la caída.

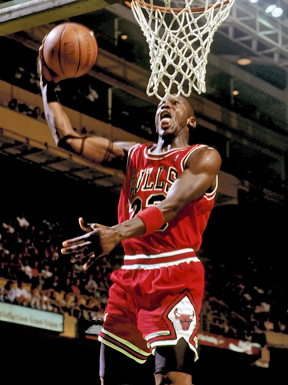
Michael Jordan 1987

Es muy peligroso realizar un mate en una canasta o aro que no esté convenientemente anclada. En su temporada de debut, el pívot Shaquille O'Neal (de 2,16 m de estatura y 150 kg de peso) destrozó dos tableros de canastas al realizar mates, lo que obligó a la NBA a reforzar las canastas.
El mate es uno de los tiros de campo con mayor porcentaje en baloncesto, ya que la distancia de tiro es prácticamente cero. Los fallos en un mate pueden ser por golpear el aro, por falta de coordinación o por tapón. 
El mate tiene diversos nombres como "slam dunk", "jam", "volcada", "clavada", "hundida" o "a capón", dependiendo de la zona o la época.
Michael Wilson, un jugador del equipo de los Harlem Globetrotters y de la Universidad de Memphis, tiene el récord mundial del mate a más altura. El 1 de abril de 2000, Wilson encestó un balón de baloncesto en una canasta situada a 3'60 metros (12 pies) del suelo.